# Beats for Love

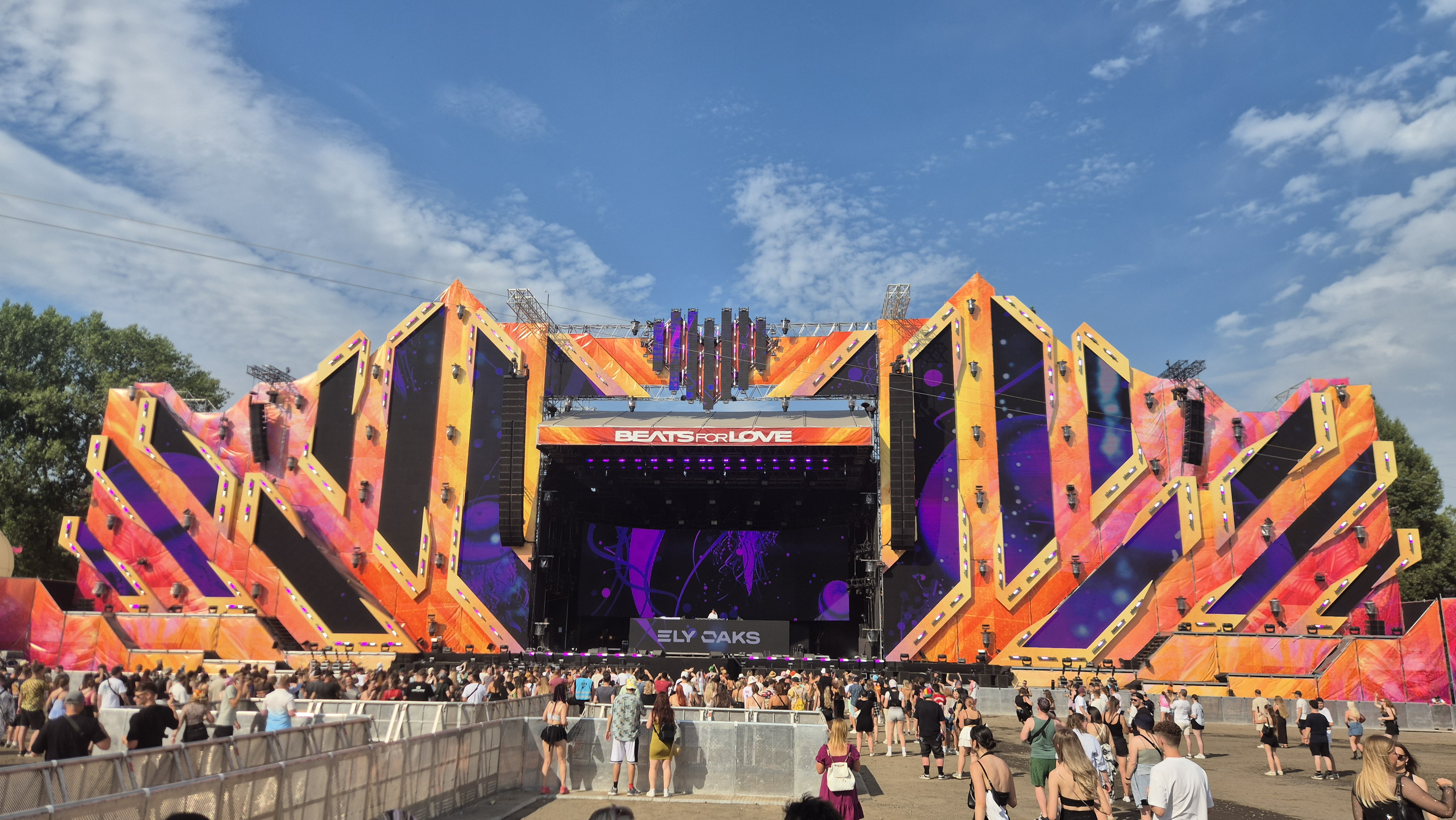
Pohled na hlavní stage festivalu a jeho návštěvníky (2025)

Beats for Love je hudební festival zaměřený na elektronickou taneční hudbu (tzv. EDM). Koná se každoročně v Ostravě, na území industriální památky Dolní oblast Vítkovic. Festival vznikl roku 2013. První ročník navštívilo 25 000 diváků, druhý ročník (2014) 35 000, třetí ročník (2015) 40 000, čtvrtý ročník (2016) pak přes 42 000 a bylo vyprodáno. V pátém ročníku návštěvnost i kapacita festivalu narostla.[zdroj?]
Na této akci s mezinárodním přesahem vystoupilo mnoho významných umělců EDM, jako třeba: David Guetta, Tiësto, Alok, Armin van Buuren, Hardwell, Timmy Trumpet, Lost Frequencies, Alan Walker a Don Diablo.
V anketě televize Prima Cool Bestcoolfest byl vyhlášen v roce 2016 a 2017 nejlepším festivalem v České republice a v roce 2017 byl nominován do prestižní ankety European Festival Awards. Pro přepravu návštěvníků do okolních obcí a měst z tohoto festivalu společně s festivalem Colours of Ostrava bývají vypravovány i speciální noční vlaky.
| Roč. | Rok  | Datum          | Návštěvnost | Umístění               |
| ---- | ---- | -------------- | ----------- | ---------------------- |
| 1.   | 2013 | 4. – 6. 7.     | 25 000      | Dolní oblast Vítkovice |
| 2.   | 2014 | 3. – 5. 7.     | 35 000      | Dolní oblast Vítkovice |
| 3.   | 2015 | 2. – 5. 7.     | >40 000     | Dolní oblast Vítkovice |
| 4.   | 2016 | 30. 6. – 2. 7. | 42 000      | Dolní oblast Vítkovice |
| 5.   | 2017 | 5. – 8. 7.     | >42 000     | Dolní oblast Vítkovice |
| 6.   | 2018 | 4. – 7. 7.     | >50 000     | Dolní oblast Vítkovice |
| 7.   | 2019 | 3. – 6. 7.     | >150 000    | Dolní oblast Vítkovice |
| 8.   | 2022 | 1. – 4. 7.     | >160 000    | Dolní oblast Vítkovice |
| 9.   | 2023 | 5. – 8. 7.     | >150 000    | Dolní oblast Vítkovice |
| 10.  | 2024 | 3. – 6. 7.     | 162 000     | Dolní oblast Vítkovice |
| 11.  | 2025 | 2. - 5. 7.     | 164 000     | Dolní oblast Vítkovice |

## Ročníky a účinkující

### 2013
Prvního ročníku se na šesti scénách zúčastnilo více než 200 umělců, např. Matrix and Futurebound (Velká Británie), John B (Velká Británie), Takaaki Itoh (Japonsko), Olav Basoski (Nizozemsko), Patrick DSP (Kanada), Cooh/Balkansky (Bulharsko) a další.

### 2014
Druhého ročníku se na osmi scénách zúčastnilo více než 250 umělců, např. John B (Velká Británie), E-XPRESS 2 (Velká Británie), Rocky Rock (USA), Tantrum Desire (Velká Británie), Gramophonedzie (Srbsko), Stoneface&Terminal (Německo), Colombo (Španělsko), Du’Art (Portugalsko), A-Brothers (Rakousko), The Corlson Two (Německo) a další.

### 2015
Třetího ročníku se na jedenácti scénách zúčastnilo více než 350 umělců, např. DJ Fresh (Velká Británie), Pendulum DJ Set & MC Verse (Velká Británie), Drumsound & Bassline Smith (Velká Británie), Zardonic (Venezuela), A.M.C (Velká Británie), Sem Thomasson (Belgie), DJ Tonka (Německo), Mark Sixma (Nizozemsko), Sonny Wharton (Velká Británie), PHNTM (USA), A. Paul (Portugalsko), DJ Fly (Francie), Scratch Perverts (Velká Británie) a další.

### 2016
Čtvrtého ročníku se na 15 scénách zúčastnilo více než 400 umělců, např. Sigma (Velká Británie), Angerfist (Nizozemsko), Spor (Velká Británie), Mark Knight (Velká Británie), Beardyman (Velká Británie), Mike Candys (Švýcarsko), Cristian Varela (Španělsko), Audio (Velká Británie), Gridlok (USA), Felix Kröcher (Německo), Eskei83 (Německo), Axel Karakasis (Řecko), Prok & Fitch (Velká Británie) a další.

### 2017
Pátého ročníku se na 13 scénách zúčastnilo více než 400 umělců, např.: Fatboy Slim (Velká Británie), Sigala (Velká Británie), Chase & Status (Velká Británie), Wilkinson (Velká Británie), Headhunterz (Nizozemsko), Dope D.O.D. (Nizozemsko), Dirtyphonics (Francie), Zatox (Itálie), DC Break (Velká Británie), Metrik (Velká Británie), Danny Byrd (Velká Británie), N.O.H.A. (Německo), Miss K8 (Ukrajina), Lady Waks (Rusko), Krafty Kuts (Velká Británie), Zardonic (Venezuela), Ragga Twins (Velká Británie) a další.

### 2018
Šestého ročníku se na 13 scénách zúčastnilo více než 400 umělců, např. Galantis (Švédsko), Alan Walker (Norsko), Roger Sanchez (USA), Sigma (Velká Británie) Andy C (Velká Británie), Sub Focus (Velká Británie), Youngr (Velká Británie), The Upbeats (Nový Zéland), Teddy Killerz (Rusko/Ukrajina), Dannic (Nizozemsko), Luca Agnelli (Itálie), Jade (Maďarsko), Sam Divine (Velká Británie) a Demolition Man (Velká Británie).

### 2019

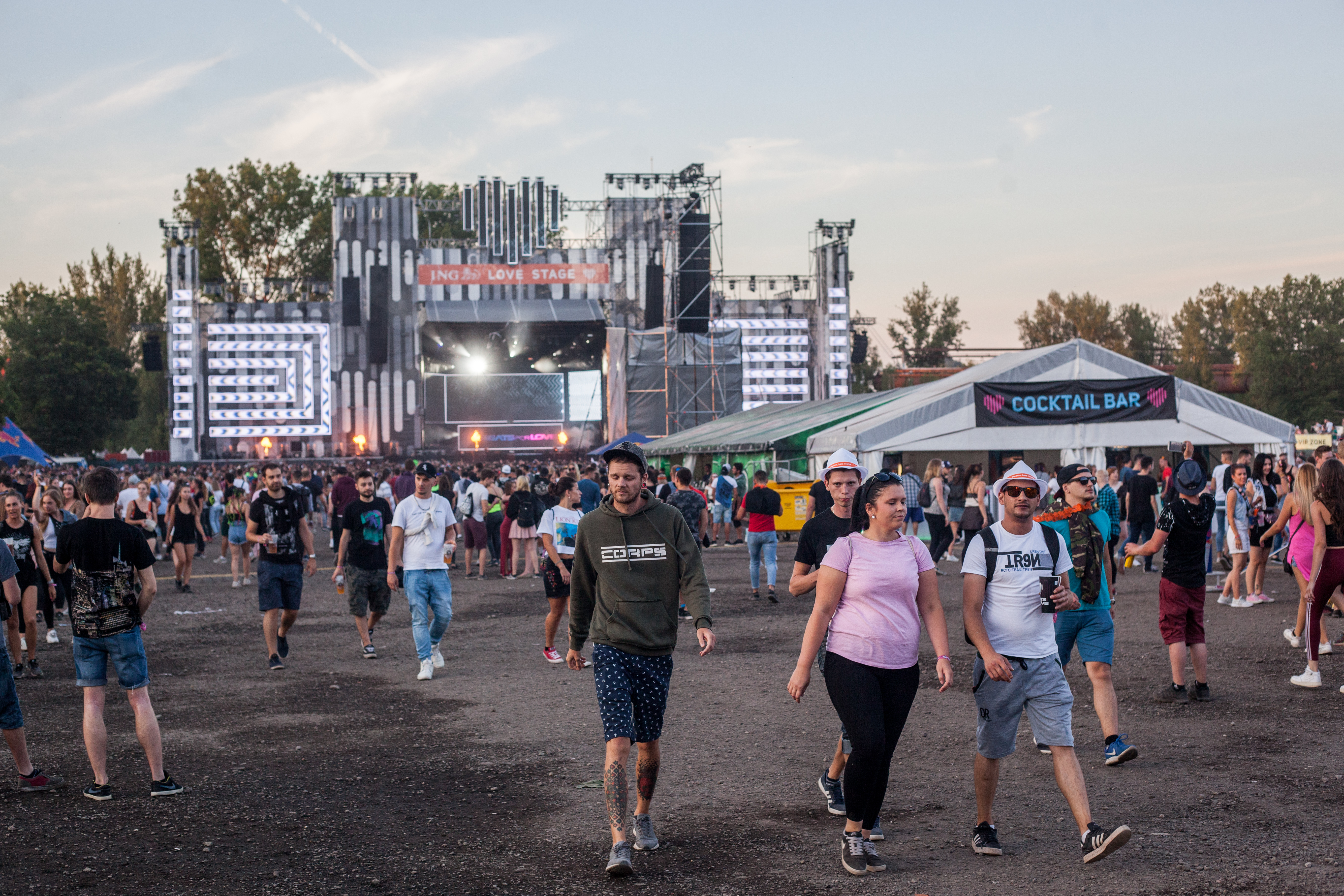
Hl. stage - ING Love (2019)

Sedmého ročníku měli zúčastnit tito umělci: Robin Schulz (Německo), Chocolate Puma (Nizozemsko), Merk & Kremont (Itálie), Loadstar (Velká Británie), Don Diablo (Nizozemsko) a Oliver Heldens (Nizozemsko). Alle Farben (Německo)

### 2022
Na osmém ročníku vystoupilo na celkem 12 podiích více než 400 umělců, mezi kterými byli například: Armin van Buuren (Nizozemsko), Alan Walker (Norsko), Lost Frequencies (Belgie), Timmy Trumpet (Austrálie), Vini Vici (Izrael), Wilkinson (Velká Británie).

### 2023
Devátý ročník festivalu obsahoval 18 scén s více než 480 umělci. Festival navštívilo více než 150 000 fanoušků. Probíhal od 5. do 8. července 2023.
| Interpret         | Země                    | Den     |
| ----------------- | ----------------------- | ------- |
| Deadmau5          | Kanada                  | Čtvrtek |
| Hardwell          | Nizozemsko              | Středa  |
| Tiësto            | Nizozemsko              | Sobota  |
| James Hype        | Anglie                  | Středa  |
| Nervo             | Austrálie               | Pátek   |
| Blasterjaxx       | Nizozemsko              | Sobota  |
| Imanbek           | Kazachstán              | Čtvrtek |
| Maduk             | Nizozemsko              | Sobota  |
| Shouse            | Austrálie a Nový Zéland | Pátek   |
| Luude             | Austrálie               | Čtvrtek |
| Sub Focus         | Anglie                  | Čtvrtek |
| Wilkinson         | Anglie                  | Pátek   |
| Sigma             | Anglie                  | Sobota  |
| Looptroop Rockers | Švédsko                 | Středa  |
| Dirtyphonics      | Francie                 | Čtvrtek |
| Netsky            | Belgie                  | Středa  |
| Apashe            | Kanada                  | Pátek   |
| Koven             | Anglie                  | Středa  |
| Ruth Royall       | Anglie                  | Pátek   |

### 2024

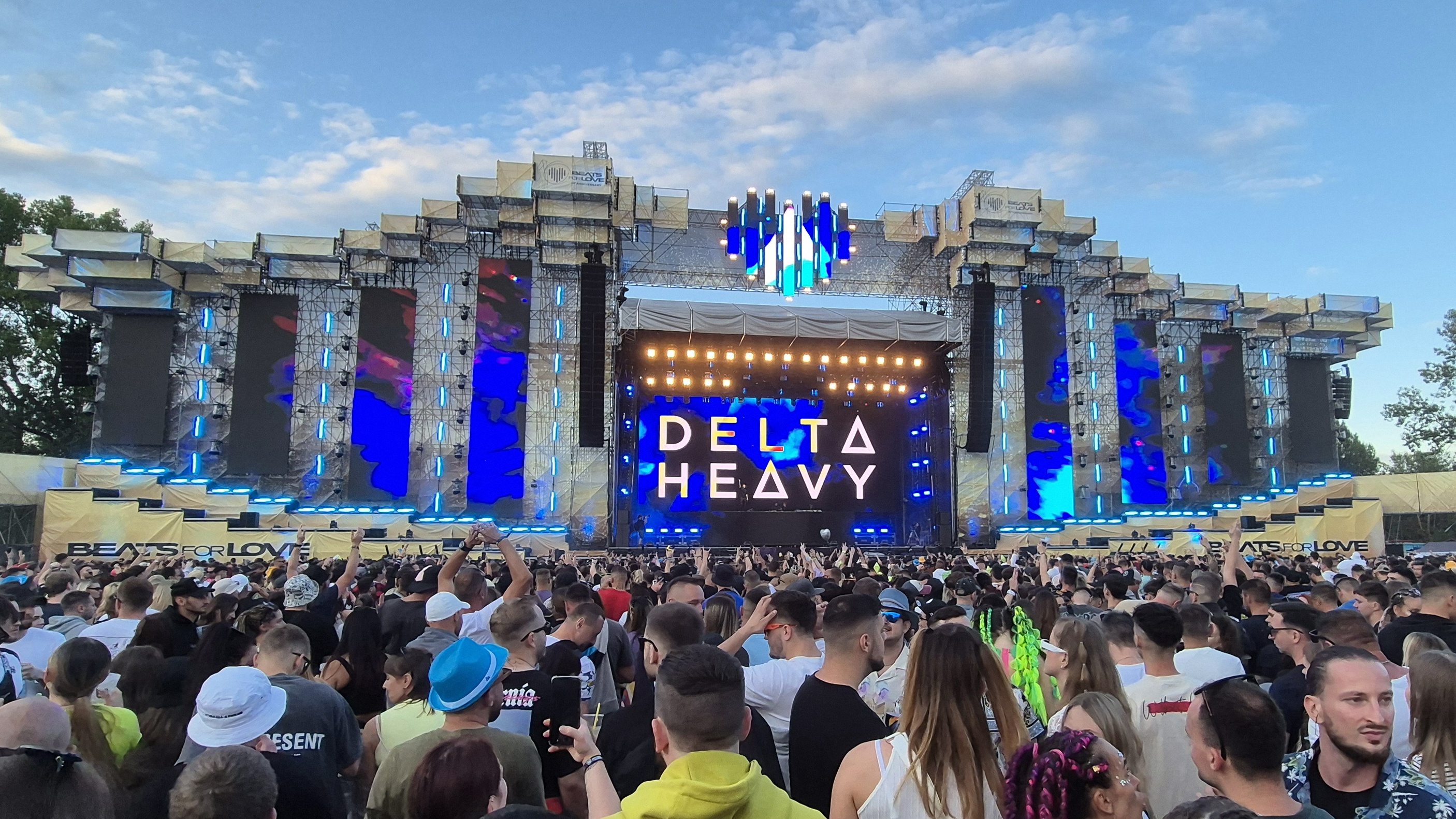
Hl. stage - Love by ČSOB (2024)

Na desátém výročí festival připravil 18 scén: Love (hlavní stage), D&B Forge, Harmony House Square, Future, Techno Dome, Empire, Zion, Freedom, PSY, Objevte Více Muziky, Captain Morgan Roots, Absolut, Tunnel, After Brickhouse Main, After Brickhouse Second, After Fabric Techno, After Fabric D&B. A ještě jednu scénu pro rozhovory - Talking Beats.
Festival se konal od 3. do 6. července 2024.
| Interpret         | Země                   | Datum                    |
| ----------------- | ---------------------- | ------------------------ |
| A-Trak            | Kanada                 | Středa 3. července 2024  |
| Acraze            | Spojené státy americké | Pátek 5. července 2024   |
| Alok              | Brazílie               | Pátek 5. července 2024   |
| Andy C            | Anglie                 | Pátek 5. července 2024   |
| Becky Hill        | Anglie                 | Sobota 6. července 2024  |
| Boris Brejcha     | Německo                | Čtvrtek 4. července 2024 |
| Chase & Status    | Anglie                 | Sobota 6. července 2024  |
| David Guetta      | Francie                | Sobota 6. července 2024  |
| Delta Heavy       | Anglie                 | Čtvrtek 4. července 2024 |
| Dimension         | Anglie                 | Čtvrtek 4. července 2024 |
| Eric Prydz        | Švédsko                | Čtvrtek 4. července 2024 |
| Floris van Oranje | Nizozemsko             | Čtvrtek 4. července 2024 |
| Fox Stevenson     | Anglie                 | Pátek 5. července 2024   |
| Holy Goof         | Anglie                 | Sobota 6. července 2024  |
| Hybrid Minds      | Anglie                 | Středa 3. července 2024  |
| Korolova          | Ukrajina               | Čtvrtek 4. července 2024 |
| Lost Frequencies  | Belgie                 | Středa 3. července 2024  |
| Martin Hörger     | Německo                | Sobota 6. července 2024  |
| Meduza            | Itálie                 | Pátek 5. července 2024   |
| Merow             | Nizozemsko             | Středa 3. července 2024  |
| Skiy              | Německo                | Sobota 6. července 2024  |
| W&W               | Nizozemsko             | Středa 3. července 2024  |
| Yung Felix        | Nizozemsko             | Pátek 5. července 2024   |

### 2025

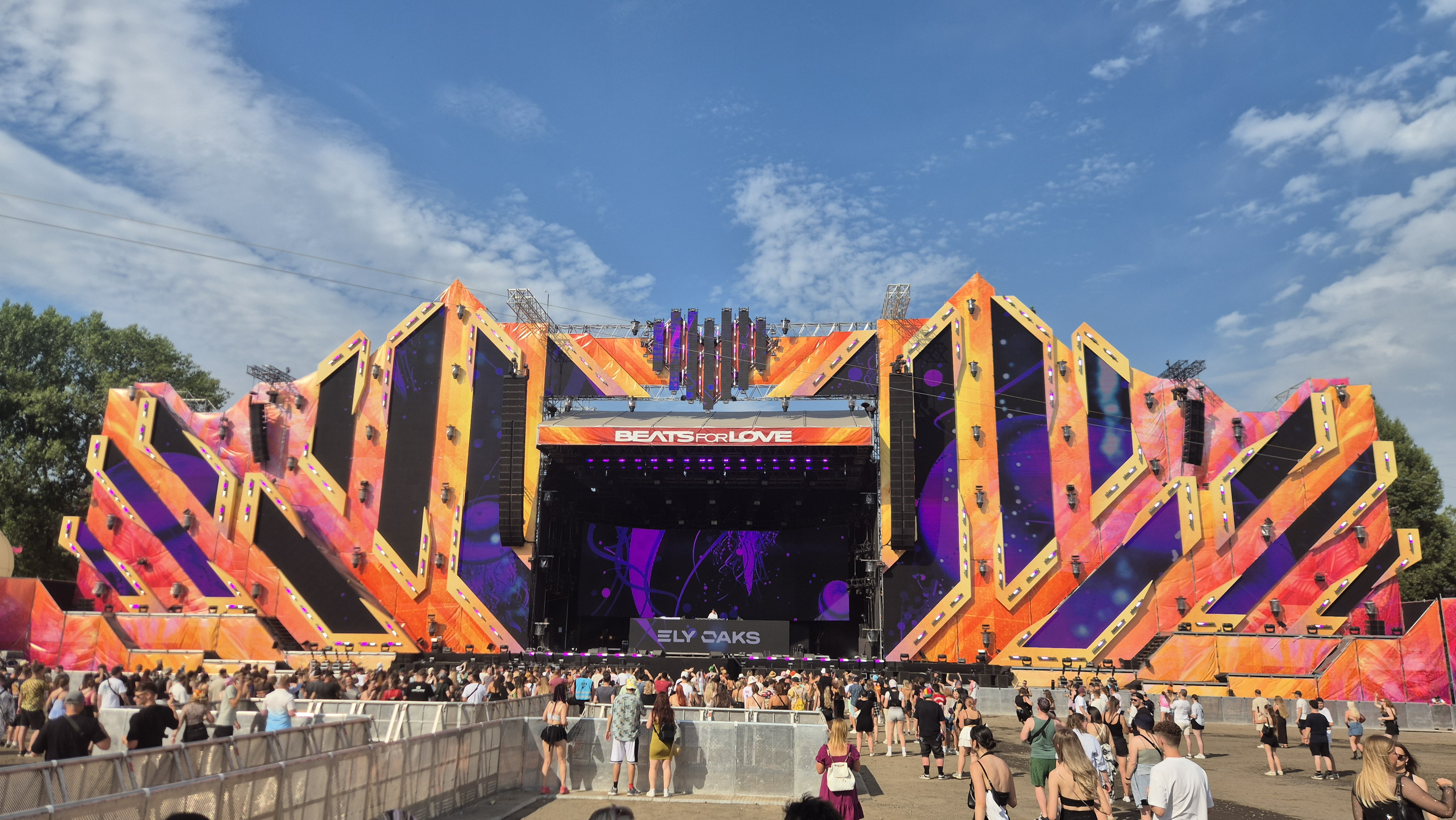
Hl. stage - Love by ČSOB (2025)

Po výročí festivalu pokračuje 11. ročník. Beats for Love představil nový koncept festivalu - Beats for Love Universe. Dělí se na 3 sféry: Love, Space a Industrial. Ty všechny mezi nimi spojuje hlavní "tepna" Pulse (vyskytující se na hlavní ulici v DOV - Vítkovická).
Číslo scén bylo s předchozím ročníkem totožné - 18. Některé byly ale nahrazeny novým sponzorem, celkový seznam je: Love (hlavní stage), D&B Forge, Harmony House Square, Future, Techno Dome, Empire, Zion, Freedom, Náměstí Lásky, PSY, Absolut, IQOS, Tunnel, Fabric Afterparty Main, Fabric Afterparty Second, Brickhouse Afterparty Main, Brickhouse Afterparty Second. A závěrem opět stage pro rozhovory - Talking Beats.
Jednou z podstatných událostí tohoto ročníku bylo nahrazení očekávaného vystoupení amerického dua Dimitri Vegas & Like Mike. Zapříčinila tak francouzská stávka leteckých dispečerů ve dnech 3. a 4. července 2025. Vedení festivalu nahradilo číslo Brennanem Heartem - nizozemským producentem a diskžokejem, převážně žánru hardstyle.
Festival probíhal od středy 2. do soboty 5. července 2025.
| Interpret (název) | Země                   | Datum                    |
| ----------------- | ---------------------- | ------------------------ |
| AMC & Koven       | Anglie                 | Sobota 5. července 2025  |
| Apashe            | Belgie                 | Čtvrtek 3. července 2025 |
| Armin van Buuren  | Nizozemsko             | Pátek 4. července 2025   |
| Axwell            | Švédsko                | Sobota 5. července 2025  |
| Brennan Heart     | Nizozemsko             | Čtvrtek 3. července 2025 |
| Conducta          | Anglie                 | Sobota 5. července 2025  |
| Dada Jones        | Austrálie              | Středa 2. července 2025  |
| Dizzee Rascal     | Anglie                 | Středa 2. července 2025  |
| Ely Oaks          | Rakousko               | Čtvrtek 3. července 2025 |
| Fast Boy          | Německo                | Pátek 4. července 2025   |
| Flowdan           | Anglie                 | Čtvrtek 3. července 2025 |
| Jax Jones         | Anglie                 | Sobota 5. července 2025  |
| Joel Corry        | Anglie                 | Středa 2. července 2025  |
| John Newman       | Anglie                 | Sobota 5. července 2025  |
| John Summit       | Spojené státy americké | Pátek 4. července 2025   |
| Killer Hertz      | Anglie                 | Pátek 4. července 2025   |
| Millean.          | Nizozemsko             | Středa 2. července 2025  |
| Sigma             | Anglie                 | Pátek 4. července 2025   |
| Songer            | Anglie                 | Čtvrtek 3. července 2025 |
| Sub Focus         | Anglie                 | Středa 2. července 2025  |
| Timmy Trumpet     | Austrálie              | Středa 2. července 2025  |
| Used              | Belgie                 | Sobota 5. července 2025  |
| Wilkinson         | Anglie                 | Čtvrtek 3. července 2025 |
| Zerb              | Brazílie               | Pátek 4. července 2025   |

## Galerie

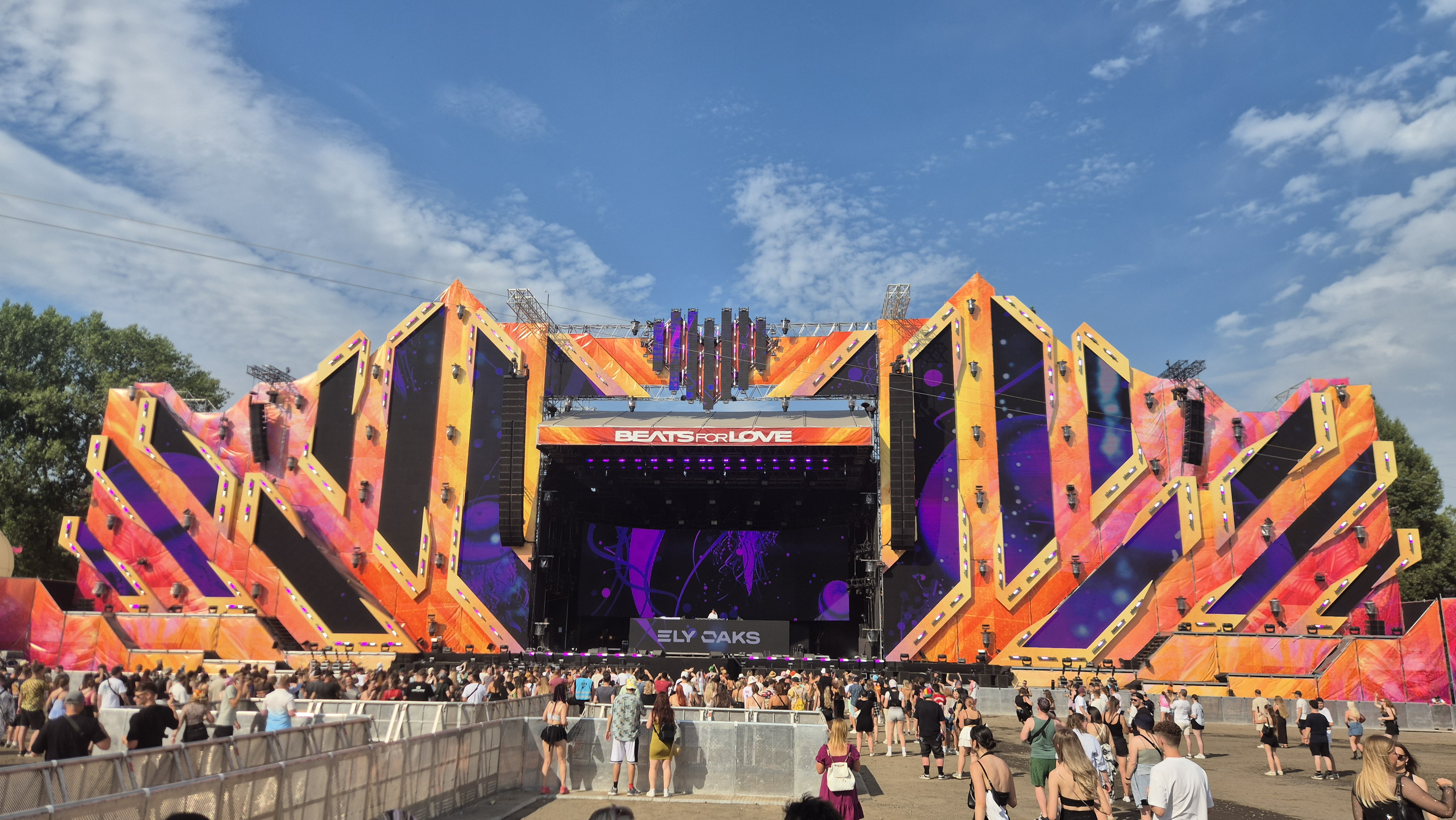
Hlavní stage (2025)
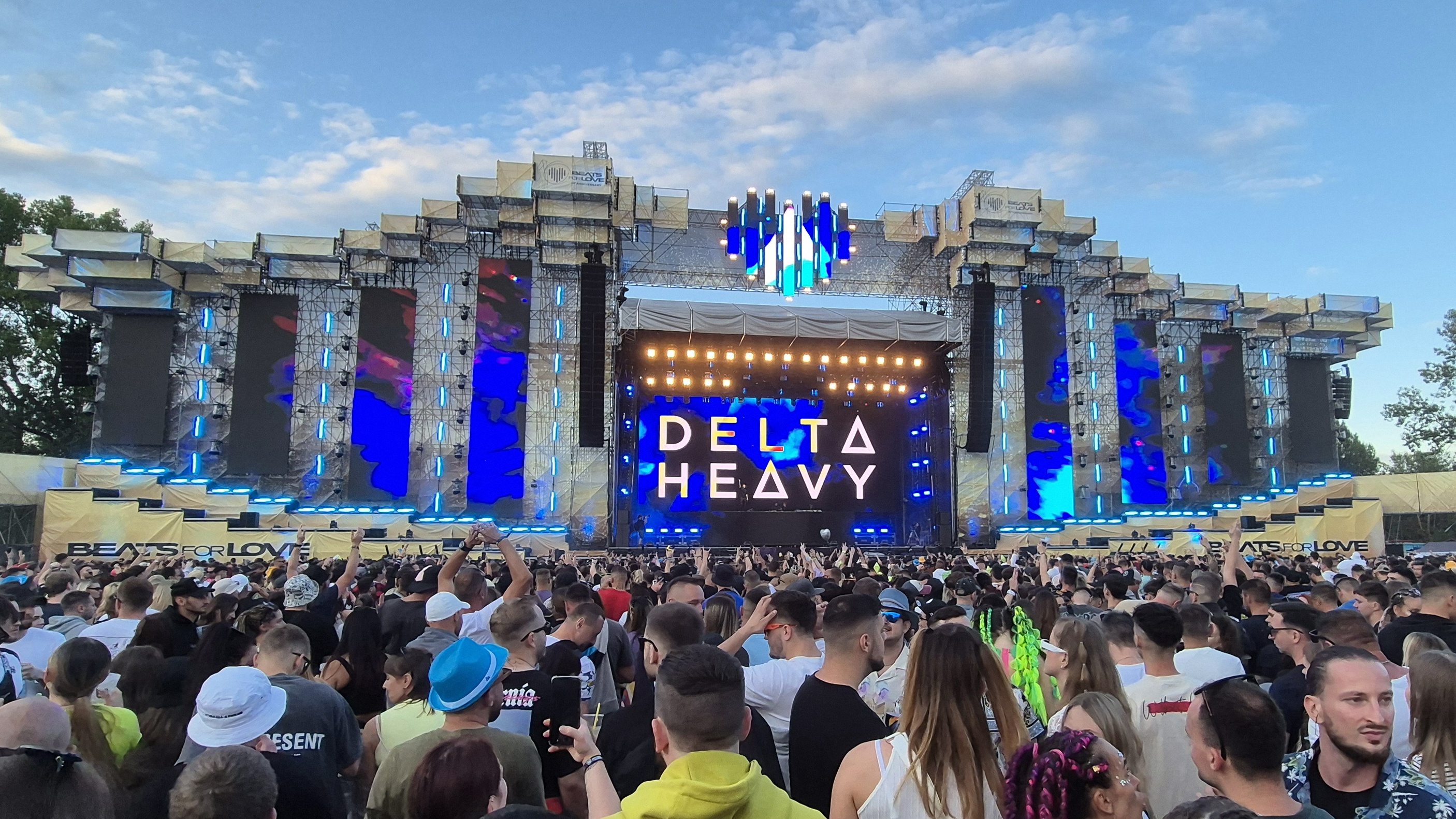
Hlavní stage (2024)
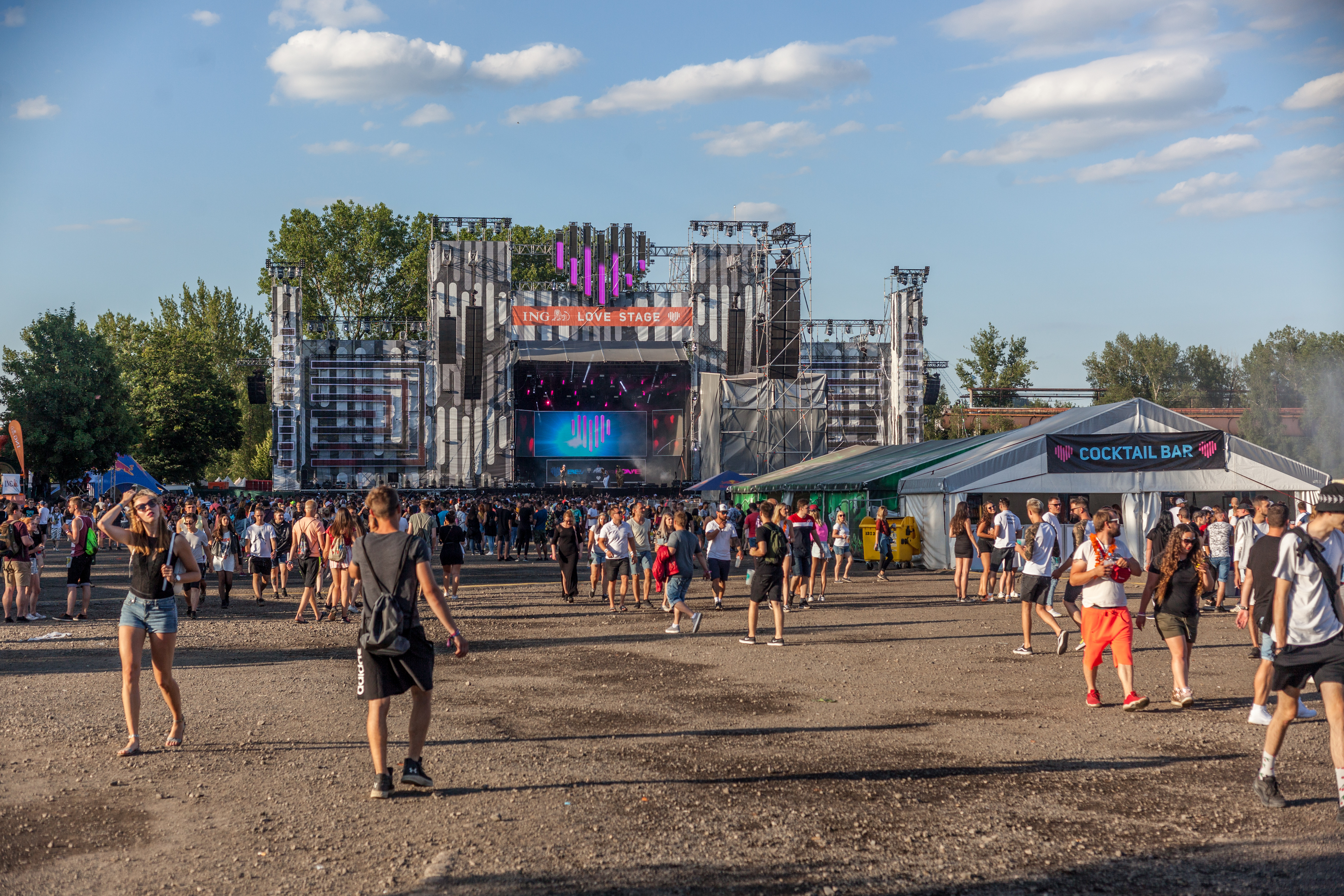
Hlavní stage (2019)
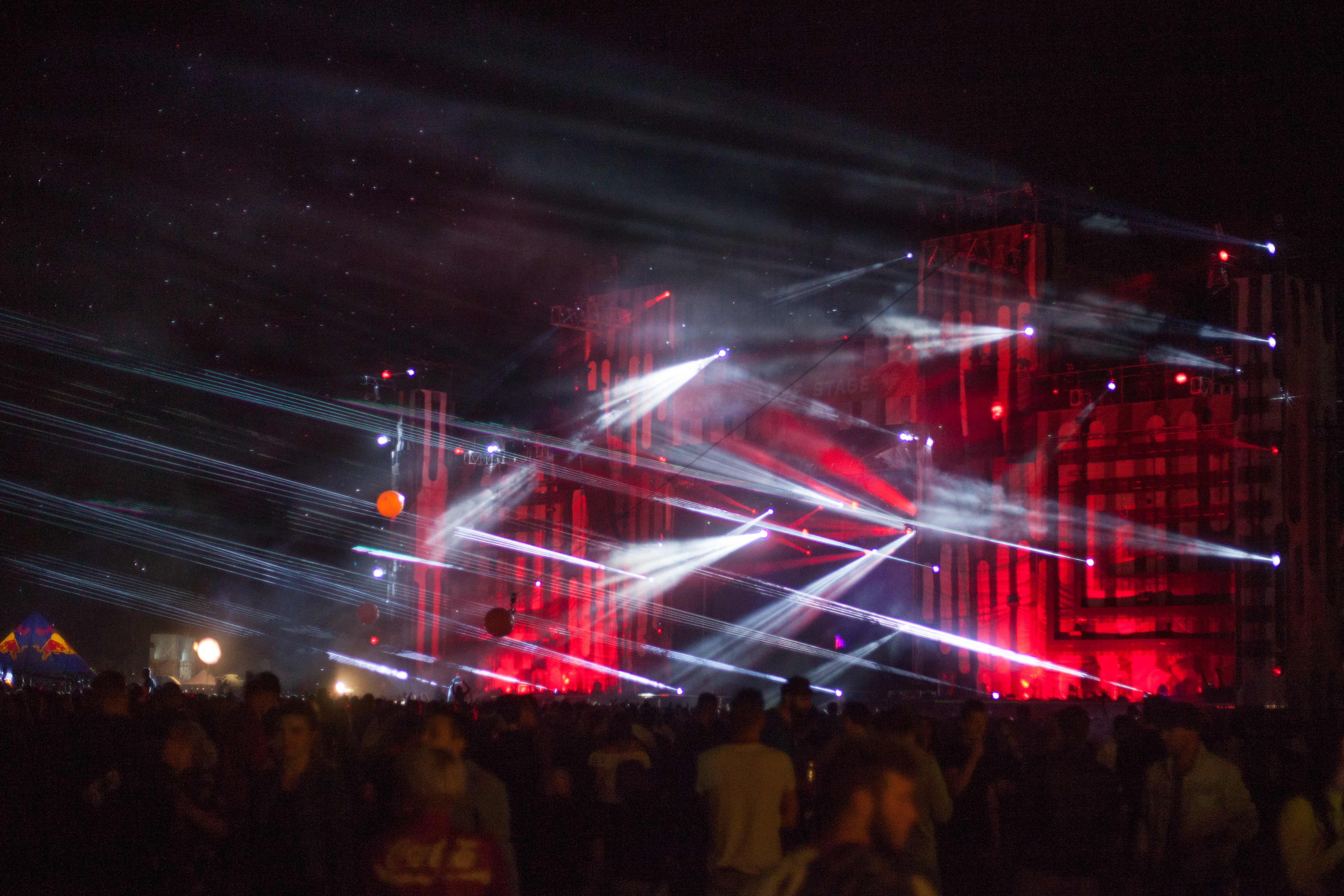
Hlavní stage festivalu v noci (2019)
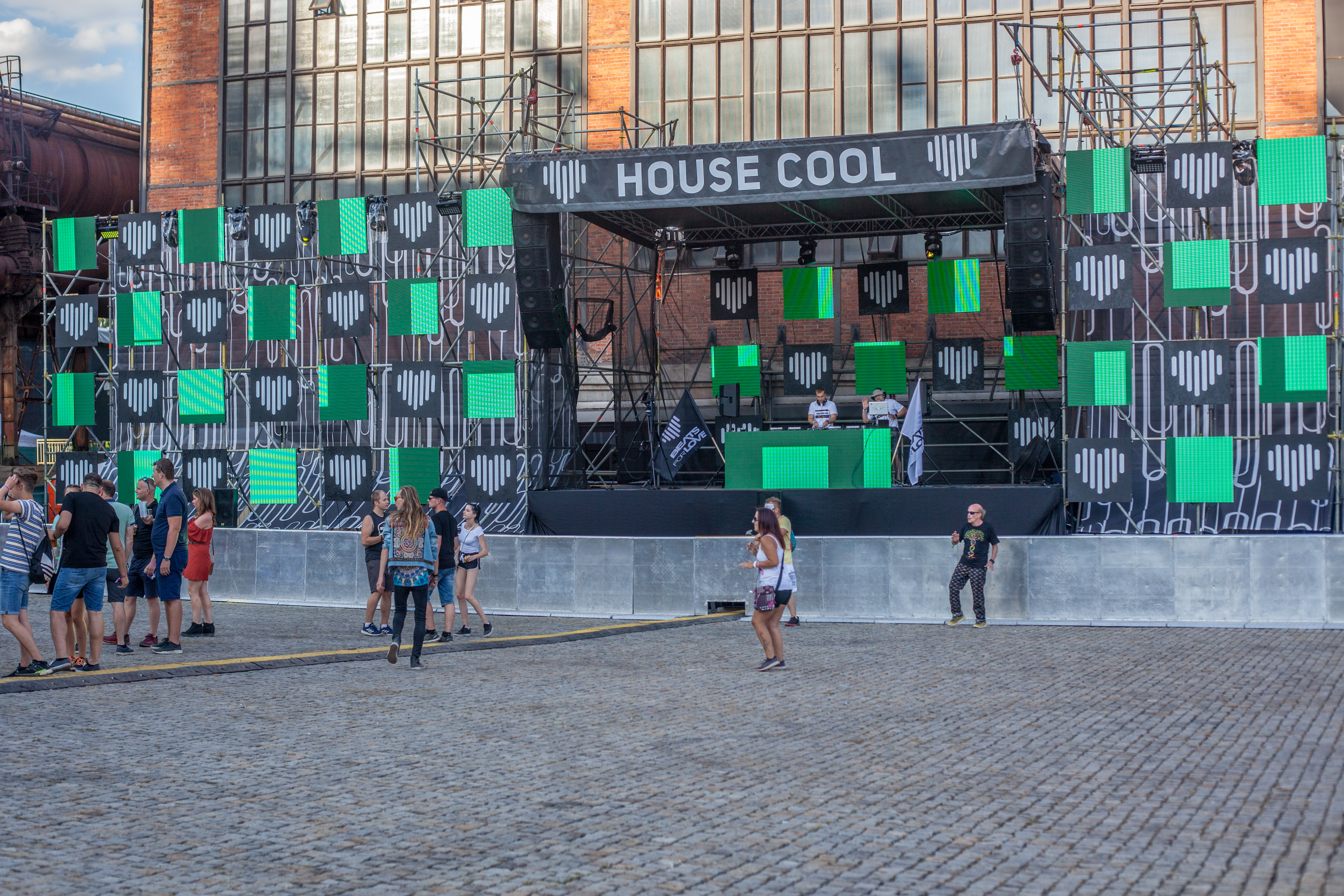
House Cool stage (2019)
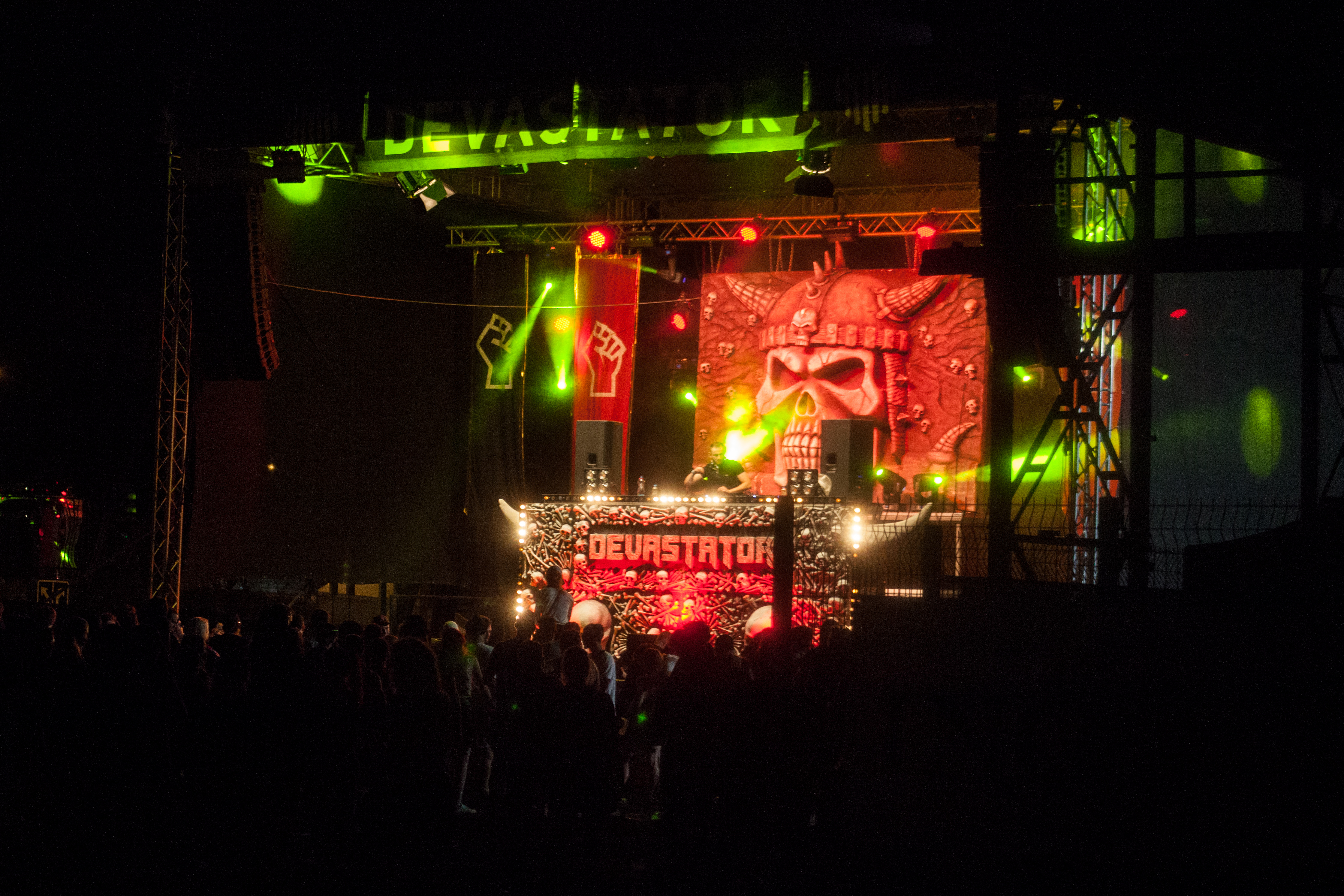
Devastator stage (2019) večer
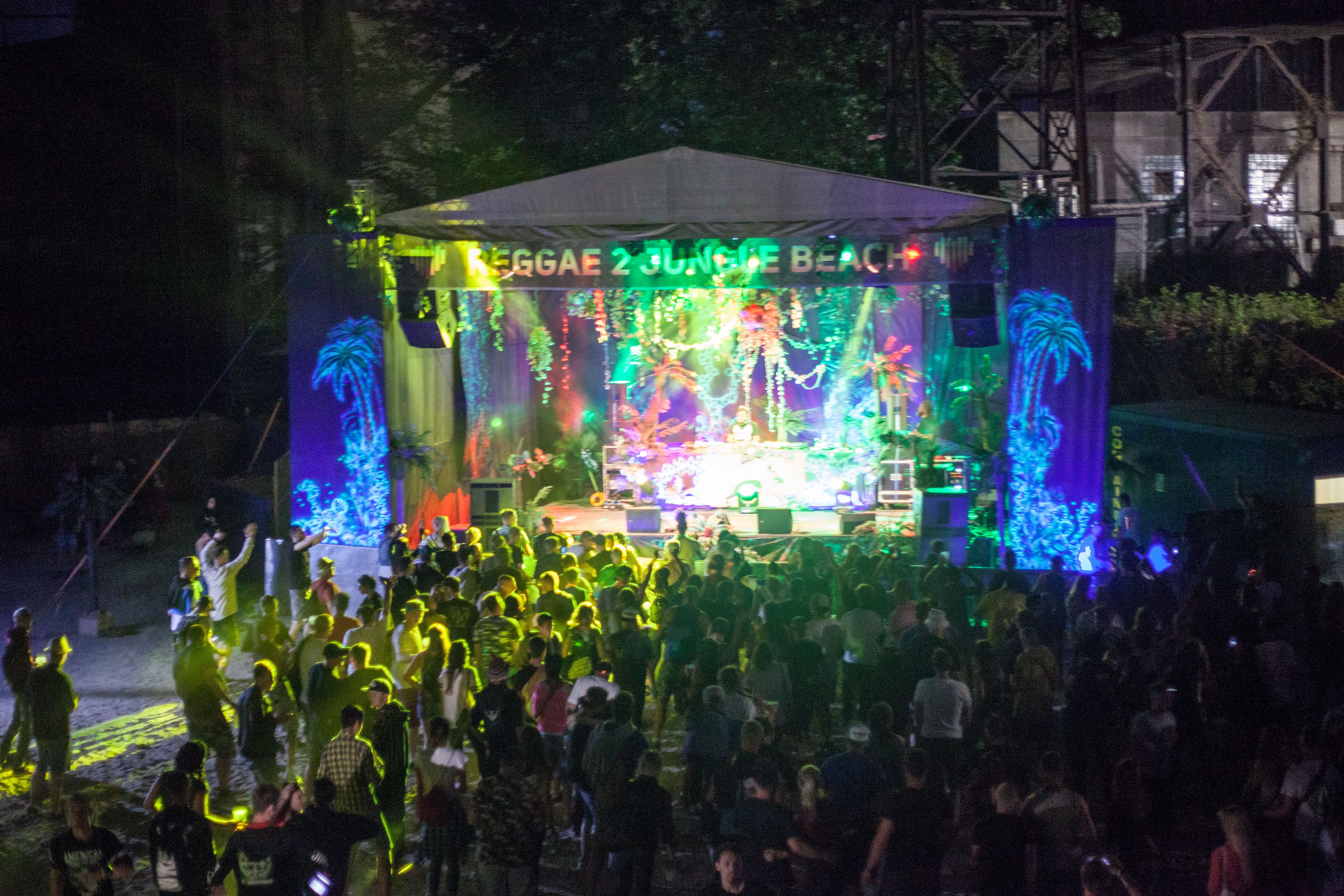
Reggae 2 Jungle Beach stage večer (2019)
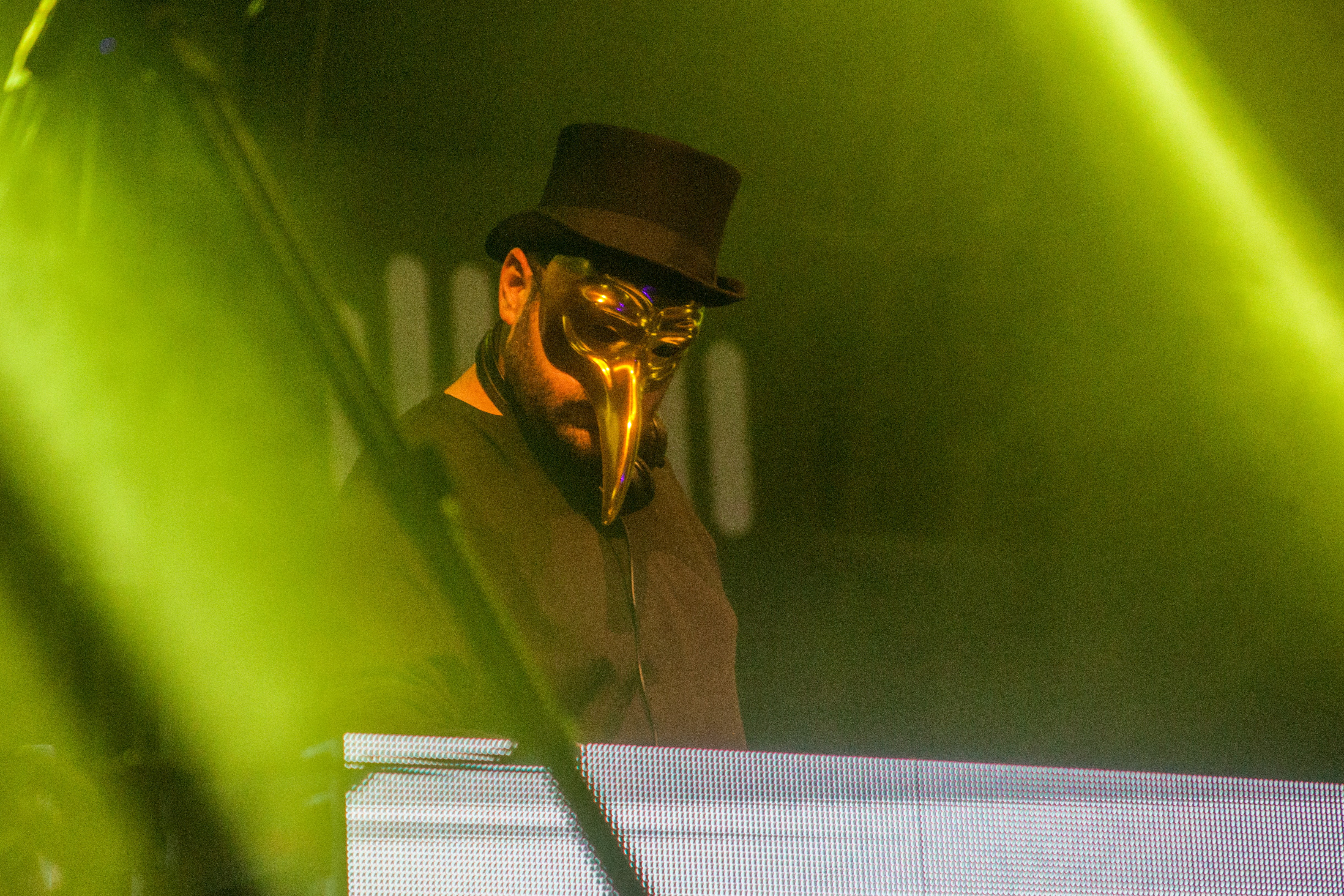
Claptone (2019)
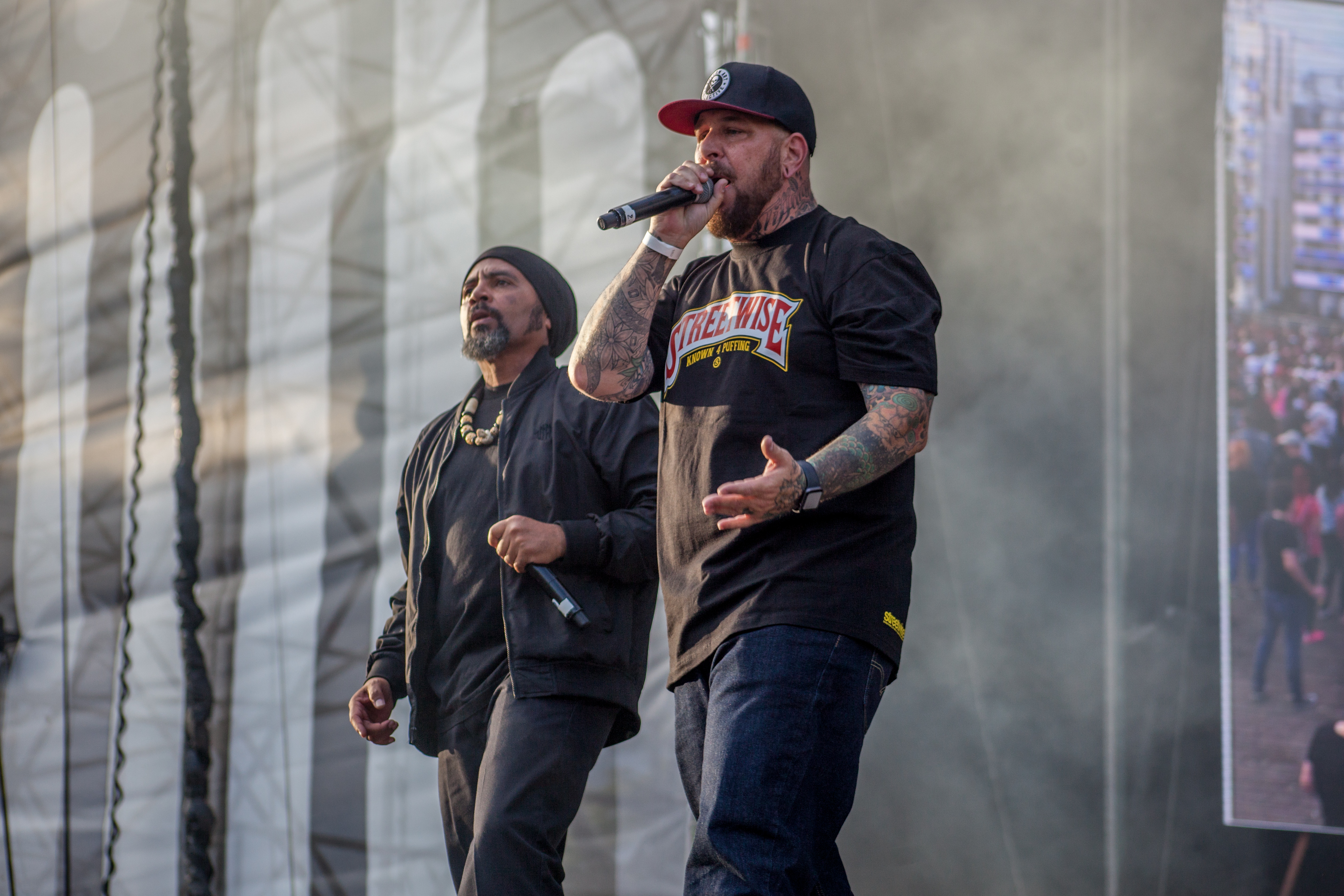
Americké duo Delinquent Habits (2019)
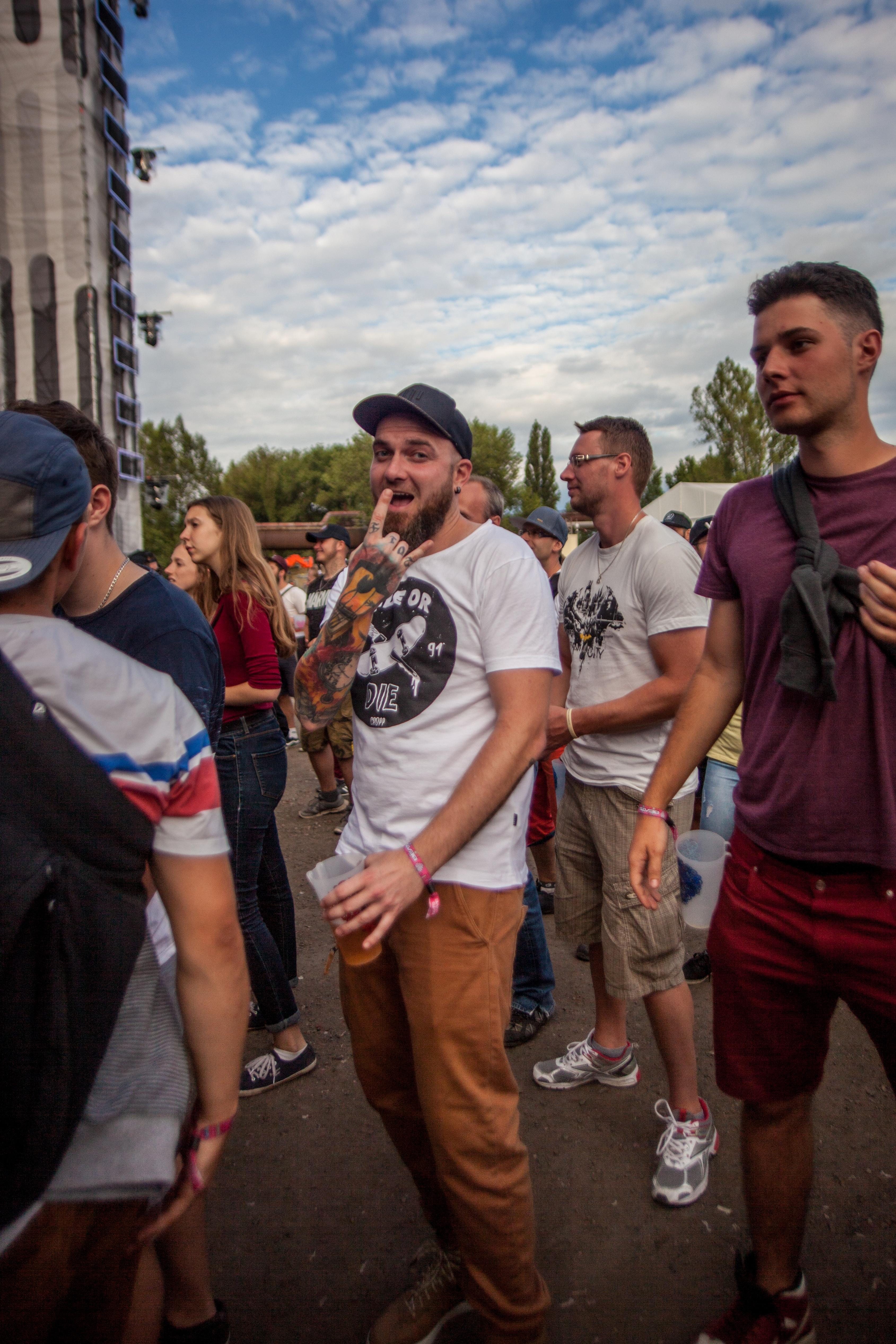
Návštěvníci festivalu (2019)
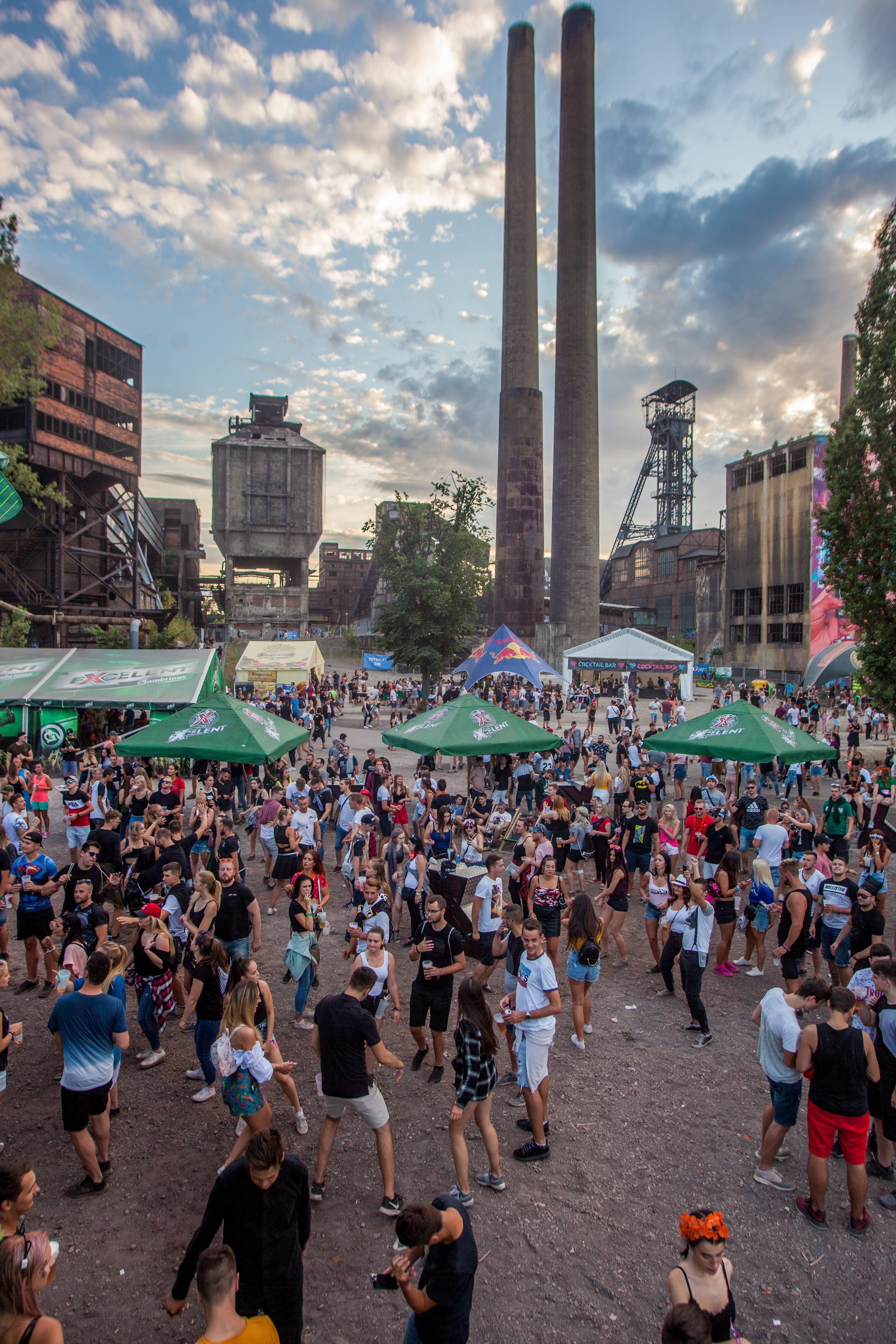
Stánky s občerstvením a návštěvníci (2019)